# أريغارون حصاري
أريغارون حصاري (الاسم العلمي: Erigeron hissaricus) هو نوع من النباتات يتبع جنس الأريغارون من الفصيلة النجمية.